# Puebla de Azaba
Puebla de Azaba is een gemeente in de Spaanse provincie Salamanca in de regio Castilië en León met een oppervlakte van 25,98 km². Puebla de Azaba telt 201 inwoners (1 januari 2016).

## Demografische ontwikkeling
Bron: INE, 1857-2011: volkstellingen
Opm.: In 1974 werd de gemeente Castillejo de Azaba aangehecht